# フリッツ・ヴァルター・メダル
フリッツ・ヴァルター・メダル(Fritz Walter Medal)は、ドイツサッカー協会がブンデスリーガでプレーするユースカテゴリーの優秀なドイツ人選手に授与する賞である。2005年以降毎年授与されている。名前は1954 FIFAワールドカップで西ドイツ代表が優勝した際のキャプテン・フリッツ・ヴァルターに由来する。

## 受賞者
太字は、国際Aマッチに出場した経歴のある選手。※のある選手はドイツ以外の代表として国際Aマッチに出場した経歴のある選手

### 2005
|    | U-19                                                       | U-18                                                | U-17                                               | 女子                                                      |
| 金 | フロリアン・ミュラー (バイエルン・ミュンヘン)              | マルク＝アンドレ・クルスカ (ボルシア・ドルトムント) | セルゲイ・エフリュスキン (VfLヴォルフスブルク)     | アーニャ・ミッターク (1.FFCトゥルビネ・ポツダム)          |
| 銀 | マヌエル・ノイアー (シャルケ04)                            | ゼーレン・ハルファー (ハノーファー96)               | ダニエル・ハルファー (1.FCカイザースラウテルン)    | パトリシア・ハネベック (FCR2001デュースブルク)            |
| 銅 | オイゲン・ポランスキ※ (ボルシア・メンヒェングラートバッハ) | ケヴィン＝プリンス・ボアテング※ (ヘルタ・ベルリン)  | セバスティアン・ティラワ※ (ボルシア・ドルトムント) | セリア・オコイノ・ダ・ムバビ (SC07バート・ノイェンアール) |

### 2006
|    | U-19                                                      | U-18                                                 | U-17                                                | 女子                                             |
| 金 | ケヴィン＝プリンス・ボアテング※ (ヘルタ・ベルリン)        | セルゲイ・エフリュスキン (VfLヴォルフスブルク)       | ラース・ベンダー (TSV1860ミュンヘン)                | アンナ・ブラッセ (FF USVイェーナ)                |
| 銀 | ロベルト・フレサース (ボルシア・メンヒェングラートバッハ) | アレクサンダー・エーバーライン (TSV1860ミュンヘン)   | マルコ・マリン (ボルシア・メンヒェングラートバッハ) | ナディネ・ケスラー (1.FCザールブリュッケン)      |
| 銅 | ダニエル・アトルング (SpVggグロイター・フュルト)          | ジョゼ＝アレックス・イケング (VfBシュトゥットガルト) | スヴェン・ベンダー (TSV1860ミュンヘン)              | ステファニー・ドラヴス (FFVノイブランデンブルク) |

### 2007
|    | U-19                                    | U-18                                                     | U-17                                            | 女子                                             |
| 金 | ベネディクト・ヘーヴェデス (シャルケ04) | マルコ・マリン (ボルシア・メンヒェングラートバッハ)      | パトリック・フンク (VfBシュトゥットガルト)      | バベット・ペーター (1.FFCトゥルビネ・ポツダム)   |
| 銀 | マヌエル・コンラート (SCフライブルク)   | エリック・マキシム・シュポ＝モティング※ (ハンブルガーSV) | コンスタンティン・ラウシュ※ (ハノーファー96)    | カタリナ・バウナッハ (バイエルン・ミュンヘン)    |
| 銅 | ジェローム・ボアテング (ハンブルガーSV) | シュテファン・ライナルツ (バイエル・レバークーゼン)      | ニルス・テイシェイラ (バイエル・レバークーゼン) | ビアンカ・シュミット (1.FFCトゥルビネ・ポツダム) |

### 2008
|    | U-19                                              | U-18                                                | U-17                                                    | 女子                                     |
| 金 | デニス・ディークマイアー (ヴェルダー・ブレーメン) | トニ・クロース (バイエルン・ミュンヘン)             | マヌエル・グルデ (TSG1899ホッフェンハイム)              | ヤナ・ブルマイスター (FF USVイェーナ)    |
| 銀 | フロリアン・ユングヴィルト (TSV1860ミュンヘン)    | セバスティアン・ルディ (VfBシュトゥットガルト)      | レンナルト・ハルトマン (ヘルタ・ベルリン)               | キム・クーリッヒ (VfLジンデルフィンゲン) |
| 銅 | マルセル・リッセ (バイエル・レバークーゼン)       | リヒャルト・スクタ＝パス (バイエル・レバークーゼン) | シェルヴィン・ラジャバリ＝ファルディ (ヘルタ・ベルリン) | ヴァレリア・クレイナー (SCフライブルク)  |

### 2009
|    | U-19                                         | U-18                                             | U-17                                                                      | 女子                                           |
| 金 | ルイス・ホルトビー (シャルケ04)              | マルコ・テラッツィーノ (TSG1899ホッフェンハイム) | マリオ・ゲッツェ (ボルシア・ドルトムント)                                 | マリナ・ヘーゲリング (FCR2001デュースブルク)   |
| 銀 | コンスタンティン・ラウシュ※ (ハノーファー96) | ゼーレン・ベルトラム (ハンブルガーSV)            | ラインホルト・ヤボ (1.FCケルン)                                           | アレクサンドラ・ポップ (FCR2001デュースブルク) |
| 銅 | アンドレ・シュールレ (1.FSVマインツ05)       | フェリックス・クロース (ハンザ・ロストック)      | マルク＝アンドレ・テア・シュテーゲン (ボルシア・メンヒェングラートバッハ) | ジェニファー・マロジャン (1.FFCフランクフルト) |

### 2010
|    | U-19                                                    | U-18                                          | U-17                                        | 女子                                                    |
| 金 | ペニエル・ムラパ ※ (TSV1860ミュンヘン)                  | マリオ・ゲッツェ (ボルシア・ドルトムント)     | ティモ・ホルン (1.FCケルン)                 | スベニャ・フート (1.FFCフランクフルト)                  |
| 銀 | シュテファン・ベル (1.FSVマインツ05)                    | ラインホルト・ヤボ (1.FCケルン)               | アンドレ・ホフマン (MSVデュースブルク)      | ラモナ・ペッツェルベルガー (SC07バート・ノイェンアール) |
| 銅 | シェルヴィン・ラジャバリ＝ファルディ (ヘルタ・ベルリン) | マティアス・ツィンマーマン (カールスルーエSC) | コリャ・プシュク (バイエル・レバークーゼン) | キラ・マリノヴスキ (SGエッセン＝シェーネベック)         |

### 2011
|    | U-19                                                                      | U-18                                              | U-17                                                    | 女子                                           |
| 金 | マルク＝アンドレ・テア・シュテーゲン (ボルシア・メンヒェングラートバッハ) | ユリアン・ドラクスラー (シャルケ04)               | エムレ・ジャン (バイエルン・ミュンヘン)                 | ヨハンナ・エルジヒ (バイエル・レバークーゼン)  |
| 銀 | マティアス・ツィンマーマン (カールスルーエSC)                             | ゾニー・キッテル (アイントラハト・フランクフルト) | ロビン・ヤルチン (VfBシュトゥットガルト)                | ルイーザ・ヴェンシング (FCR2001デュースブルク) |
| 銅 | ケヴィン・フォラント (TSV1860ミュンヘン)                                  | マルクス・メンドラー (1.FCニュルンベルク)         | オディッセアス・ヴラホディモス※ (VfBシュトゥットガルト) | メラニー・ロイポルツ (SCフライブルク)          |

### 2012
|    | U-19                                             | U-18                                        | U-17                                  | 女子                                      |
| 金 | アントニオ・リュディガー (VfBシュトゥットガルト) | マティアス・ギンター (SCフライブルク)       | レオン・ゴレツカ (VfLボーフム)        | レナ・ロッツェン (バイエルン・ミュンヘン) |
| 銀 | アンドレ・ホフマン (MSVデュースブルク)           | トーマス・プレドル (TSV1860ミュンヘン)      | マックス・マイヤー (シャルケ04)       | リナ・マグル (FSVギュータースロー2009)    |
| 銅 | パトリック・ラコフスキー (1.FCニュルンベルク)    | ドミニク・コール (バイエル・レバークーゼン) | パスカル・イター (1.FCニュルンベルク) | サラ・デブリッツ (SCフライブルク)         |

### 2013
|    | U-19                                        | U-18                                            | U-17                                       | 女子                                            |
| 金 | マティアス・ギンター (SCフライブルク)       | ケヴィン・アクポグマ※ (TSG1899ホッフェンハイム) | ティモ・ヴェルナー (VfBシュトゥットガルト) | メラニー・ロイポルツ (SCフライブルク)           |
| 銀 | ヤニック・ゲルハルト (1.FCケルン)           | ヨシュア・キミッヒ (RBライプツィヒ)             | ユリアン・ブラント (VfLヴォルフスブルク)   | サラ・デブリッツ (SCフライブルク)               |
| 銅 | ドミニク・コール (バイエル・レバークーゼン) | アントニー・ジーレ (ヘルタ・ベルリン)           | ドニス・アヴディヤイ※ (シャルケ04)         | フランツィスカ・ヤセル (バイエルン・ミュンヘン) |

### 2014
|    | U-19                                      | U-18                                              | U-17                                             | 女子                                             |
| 金 | ニクラス・シュタルク (1.FCニュルンベルク) | ユリアン・ブラント (バイエル・レバークーゼン)     | ベネディクト・ギンバー (TSG1899ホッフェンハイム) | サラ・デブリッツ (SCフライブルク)                |
| 銀 | マックス・マイヤー (シャルケ04)           | レヴィン・エズトゥナリ (バイエル・レバークーゼン) | ダミール・ベクティッチ (ヘルタ・ベルリン)        | パウリーネ・ブレマー (1.FFCトゥルビネ・ポツダム) |
| 銅 | ヨシュア・キミッヒ (RBライプツィヒ)       | ヨナス・フェーレンバッハ (SCフライブルク)         | ティモ・ケーニヒスマン (ハノーファー96)          | ヤスミン・セハン (VfLヴォルフスブルク)           |

### 2015
|    | U-19                                       | U-17                                              | 女子                                             |
| 金 | ヨナタン・ター (バイエル・レバークーゼン)  | フェリックス・パスラック (ボルシア・ドルトムント) | パウリーネ・ブレマー (1.FFCトゥルビネ・ポツダム) |
| 銀 | ティモ・ヴェルナー (VfBシュトゥットガルト) | ニクラス・ドルシュ (バイエルン・ミュンヘン)       | ニナ・エーゲッツ (1.FCケルン)                    |
| 銅 | ルーカス・クロスターマン (RBライプツィヒ)  | コンスタンティン・フロマン (SCフライブルク)       | ラウラ・フレイガング (TSVショット・マインツ)     |

### 2016
|    | U-19                                                  | U-17                                         | 女子                                        |
| 金 | ベンヤミン・ヘンリヒス (バイエル・レバークーゼン)     | ジャン＝ルカ・イッテル (VfLヴォルフスブルク) | ニナ・エーゲッツ (1.FCケルン)               |
| 銀 | フィリップ・オクス (TSG1899ホッフェンハイム)          | カイ・ハフェルツ (バイエル・レバークーゼン)  | アンナ・ゲルハルト (バイエルン・ミュンヘン) |
| 銅 | マクシミリアン・ミッテルシュテット (ヘルタ・ベルリン) | アルネ・マイアー (ヘルタ・ベルリン)          | タニャ・パヴォレク (1.FFCフランクフルト)    |

### 2017
|    | U-19                                                 | U-17                                        | 女子                                           |
| 金 | サリフ・エズジャン※ (1.FCケルン)                     | ヤン＝フィーテ・アルプ (ハンブルガーSV)     | ヤナ・フェルトカンプ (SGSエッセン)             |
| 銀 | アイメン・バルコク※ (アイントラハト・フランクフルト) | マヌエル・エムボム (ヴェルダー・ブレーメン) | ヤニナ・ミンゲ (SCフライブルク)                |
| 銅 | ギョクハン・ギュル (フォルトゥナ・デュッセルドルフ)  | ルーカス・マイ (FCバイエルン・ミュンヘン)   | ソフィア・クラインハーネ (1.FFCフランクフルト) |

### 2018
|    | U-19                                        | U-17                                                        | 女子                                           |
| 金 | カイ・ハフェルツ (バイエル・レバークーゼン) | ノア・カッターバッハ (1.FCケルン)                           | ターニャ・パヴォレク (1.FFCフランクフルト)     |
| 銀 | アルネ・マイアー (ヘルタ・ベルリン)         | オリヴァー・バティスタ＝マイアー (FCバイエルン・ミュンヘン) | ソフィア・クラインハーネ (1.FFCフランクフルト) |
| 銅 | マヌエル・ヴィンツハイマー (ハンブルガーSV) | ルカ・ウンベハウン (ボルシア・ドルトムント)                 | レナ・オーバードルフ (SGSエッセン)             |

### 2019
|    | U-19                     | U-17                    | 女子                 |
| -- | ------------------------ | ----------------------- | -------------------- |
| 金 | ニコラス・キューン       | カリム・アデイェミ      | クララ・ビュール     |
| 銀 | ヨシュア・ヴァグノマン   | ジョルダン・マイヤー    | レナ・オーバードルフ |
| 銅 | ヤン・アウレル・ビセック | ラザール・サマルジッチ※ | ギア・コーレイ       |

### 2020
|    | U-19                   | U-17                 | 女子                   |
| -- | ---------------------- | -------------------- | ---------------------- |
| 金 | ノア・カッターバッハ   | フロリアン・ヴィルツ | レナ・オーバードルフ   |
| 銀 | ケヴィン・エーラース   | トーベン・ライン     | ギア・コーレイ         |
| 銅 | フレデリク・イェーケル | ルカ・ネッツ         | カーロッタ・ヴァムザー |